# Ludmila Richterová
Ludmila Richterová (Košice, 7 maart 1977) is een voormalig tennisspeelster uit Tsjechië, geboren in het Slowaakse deel van het toenmalige Tsjecho-Slowakije. Richterová speelt rechtshandig. Zij was actief van 1992 tot en met 2003.

## Loopbaan

### Enkelspel
Richterová debuteerde in 1992 op het ITF-toernooi van Karlsbad (toenmalig Tsjecho-Slowakije). Zij stond in 1993 voor het eerst in een finale, op het ITF-toernooi van Nottingham (Engeland) – hier veroverde zij haar eerste titel, door Française Laurence Bois te verslaan. In totaal won zij zeven ITF-titels, de laatste in 2003 in Hilton Head (VS).
In 1994 speelde Richterová voor het eerst op een WTA-hoofdtoernooi, op het toernooi van Linz. Zij bereikte er de tweede ronde. Zij stond in 1995 voor het eerst in een WTA-finale, op het toernooi van Praag – zij verloor van Française Julie Halard. De week erna veroverde Richterová haar enige WTA-titel, op het toernooi van Bournemouth, door de Canadese Patricia Hy-Boulais te verslaan.
Haar beste resultaat op de grandslamtoernooien is het bereiken van de derde ronde. Haar hoogste positie op de WTA-ranglijst is de 62e plaats, die zij bereikte in maart 1996.

### Dubbelspel
Richterová was in het dubbelspel minder actief dan in het enkelspel. Zij debuteerde in 1992 op het ITF-toernooi van Karlsbad (toenmalig Tsjecho-Slowakije) samen met landgenote Alena Havrlíková. Zij stond in 1993 voor het eerst in een finale, op het ITF-toernooi van Le Havre (Frankrijk), samen met landgenote Lenka Němečková – hier veroverde zij haar eerste titel, door het duo Christína Papadáki en Julie Steven te verslaan. In totaal won zij vier ITF-titels, de laatste in 2003 in Mumbai (India).
In 1994 speelde Richterová voor het eerst op een WTA-hoofdtoernooi, op het toernooi van Praag, samen met landgenote Kateřina Kroupová. Zij stond nooit in een WTA-dubbelspelfinale. Aan de zijde van Wit-Russin Volha Barabansjtsjikava bereikte zij de halve finale op het toernooi van Hope Island in 1997, en samen met landgenote Radka Pelikánová hetzelfde resultaat op het toernooi van Boedapest in 1999.
Op de grandslamtoernooien kwam zij nooit voorbij de eerste ronde. Haar hoogste positie op de WTA-ranglijst is de 141e plaats, die zij bereikte in maart 2000.

### Tennis in teamverband
In de periode 1994–1998 maakte Richterová deel uit van het Tsjechische Fed Cup-team – zij behaalde daar een winst/verlies-balans van 1–5.

## Posities op deWTA-ranglijst
Positie per einde seizoen:
| jaar | rang enkelspel | rang dubbelspel |
| ---- | -------------- | --------------- |
| 2003 | 463            | –               |
|      |                |                 |
| 2000 | 593            | 251             |
| 1999 | 278            | 149             |
| 1998 | 218            | 272             |
| 1997 | 158            | 191             |
| 1996 | 67             | 245             |
| 1995 | 67             | 185             |
| 1994 | 107            | 237             |
| 1993 | 197            | 449             |

## Palmares
| Legenda                |
| ---------------------- |
| Grandslamtoernooi      |
| Olympische Spelen      |
| Year-End Championships |
| Tier I                 |
| Tier II                |
| Tier III               |
| Tier IV & V            |

### WTA-finaleplaatsen enkelspel
| nr.              | finale     | toernooi        | ondergrond | tegenstandster      | score         |         |
| ---------------- | ---------- | --------------- | ---------- | ------------------- | ------------- | ------- |
| gewonnen finales |            |                 |            |                     |               |         |
| 1.               | 1995-05-20 | WTA Bournemouth | gravel     | Patricia Hy-Boulais | 6-7, 6-4, 6-3 | details |
| verloren finales |            |                 |            |                     |               |         |
| 1.               | 1995-05-14 | WTA Praag       | gravel     | Julie Halard        | 4-6, 4-6      | details |

### WTA-finaleplaatsen dubbelspel
geen

## Resultaten grandslamtoernooien
| Legenda | Legenda                          |
| ------- | -------------------------------- |
| g.t.    | geen toernooi gehouden           |
| l.c.    | lagere categorie                 |
| –       | niet deelgenomen                 |
| G       | uitgeschakeld in de groepsfase   |
| 1R      | uitgeschakeld in de eerste ronde |
| 2R      | uitgeschakeld in de tweede ronde |
| 3R      | uitgeschakeld in de derde ronde  |
| 4R      | uitgeschakeld in de vierde ronde |
| KF      | uitgeschakeld in de kwartfinale  |
| HF      | uitgeschakeld in de halve finale |
| F       | de finale verloren               |
| W       | het toernooi gewonnen            |
| w-v     | winst/verlies-balans             |

### Enkelspel
| Toernooi        | 1994 | 1995 | 1996 | 1997 | 1998 |
| --------------- | ---- | ---- | ---- | ---- | ---- |
| Australian Open | –    | 1R   | 3R   | 1R   | –    |
| Roland Garros   | 3R   | 1R   | 1R   | 1R   | –    |
| Wimbledon       | 1R   | 1R   | 1R   | 1R   | –    |
| US Open         | 1R   | 1R   | 1R   | 2R   | 1R   |

### Vrouwendubbelspel
| Toernooi        | 1997 |
| --------------- | ---- |
| Australian Open | 1R   |
| Roland Garros   | –    |
| Wimbledon       | –    |
| US Open         | 1R   |